# Нетурей карта

Знак «Ні Ізраїлю», який часто використовують прихильники руху «Нетурей карта»

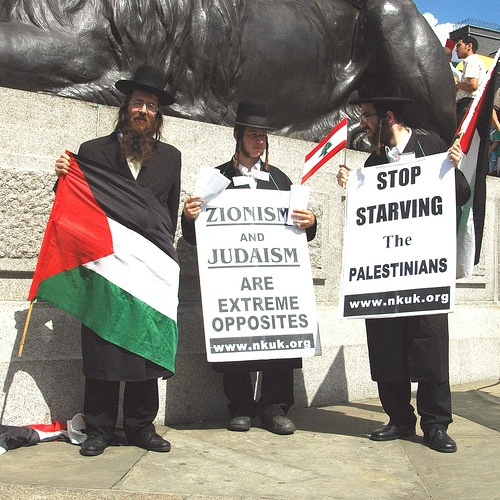
Антисіоністський пікет «Нетурей карта» в Лондоні під час Другої ліванської війни (липень 2006)

Нетурей карта (івр. נְטוּרֵי קַרְתָּא; арамейською «варта міста») — юдейський релігійний рух, який різко виступає не тільки проти сіонізму (як і деякі інші ультраортодоксальні течії), а й проти існування Держави Ізраїль.
Проголошує неможливість суверенітету євреїв над Землею Ізраїлю до приходу Машіаха. Існування Ізраїлю і сіонізм, на думку «Нетурей карта», суперечать закону Тори . Найбільш важливі заборони — 1) євреям не можна самим намагатися наблизити Позбавлення і знайти політичну незалежність. 2) Євреям не можна створювати громаду (або держава), яка не керується законом Тори (в даному випадку — думкою виборних членів Кнесету). Це є повстанням проти влади Всевишнього і розірванням союзу між Богом і народом Ізраїлю.
Винищення євреїв, в тому числі і Голокост, на їхню думку, є «результатом дії сіоністів», і навіть "покаранням єврейському народу за його гріхи " і сіонізм.
В арабо-ізраїльському конфлікті займають проарабську сторону підтримуючи Організацію визволення Палестини (ОВП), як під керівництвом Ясіра Арафата, так і в даний час.

## Про назву
Назву організації взято з Мідраша, в якому наведена наступна розповідь: рав Амі і рав Асі одного разу прийшли в місто. Вони запитали його мешканців: Хто варта міста? Жителі міста вказали їм на солдатів і поліцію. На що мудреці відповіли: «Ці НЕ Нетурей карта (варта міста), це — руйнівники міста. Справжні Нетурей карта — мудреці і благочестиві люди. Завдяки їм місто захищене».

## Історія
Нетурей карта виникла в 1935 році, в даний час налічує близько 5000 членів, частина з них зосереджені в Єрусалимі, в своєму розпорядженні має чотири основні синагоги: Tora Ve'Yira — в Єрусалимі, Tora U'Tefila — в Лондоні, Tora U'Tefila — в Нью -Йорку, Beis Yehudi — в м. Монсі, штат Нью-Йорк).

## Погляди
«Варта міста» стверджують наступне:
1. Єврейський народ і " Держава Ізраїль " — це не одне і те ж. Бог встановив єврейському народу бути у вигнанні дві тисячі років, і за цей час народ не був залучений в політику; єдина мета єврейського народу — вивчення і виконання Божественних заповідей.
2. «Державу Ізраїль» було створено сіоністським рухом — політичною організацією, і сіоністи встановили контроль над єврейським народом за допомогою терору, хитрощів і брехливої пропаганди.
3. Релігійні євреї, які схиляються до сіонізму, спотворюють Тору, наводячи з неї цитати, які говорять про те, що Творець дав євреям Землю Обітовану, і опускаючи цитати, які говорять про те, що Він забрав її у них, щоб здавалося, ніби євреям дозволено мати свою власну державу.

На думку лідерів організації, це випливає з того, що Бог встановив три визначення, коли він відіслав єврейський народ у вигнання:
1. євреї не повинні ніколи прагнути самі відновити свою державу;
2. вони не повинні повставати проти народів, що дали їм притулок;
3. не наближати час рятування (навіть молитвою).[6]

## Цитати
рабин м Насод рав Авраам Єшуа Фрайнд
|  | ...також і в Святій Землі - ясно як сонце, що Свята Земля викине їх з себе, тому що Свята Земля - це палац Небесного Царя і не витримує порушують Тори і тим більше - що порушують "на зло" (леhах'іс). Я не прийшов тут ні благословити ні проклинати, але оскільки слова ці написані в Торі, вони обов'язково здійсняться. |

рабин Ельхонон Вассерман
|  | З приводу вашого запитання про сіоністів і їхнього банк, відповідаю коротко: Навіть якби ці люди були вірні Всевишньому і Його Торі, і також якщо можна було б подумати, що вони зможуть досягти своєї мети - то нам не можна їх слухати в цьому (щоб зробити наше позбавлення своїми руками). Адже нам навіть заборонено наближати позбавлення множачи молитви за нього (див. Раші Кесувойс 111а і см. Мидраш Шир-ха-ширімо 2) - і тим більше застосовуючи матеріальні зусилля і хитрості. А саме, вийти з вигнання силою - ми не маємо права. І не від цього буде наше позбавлення та викуп душі нашої. І зокрема - що це проти нашої істинної надії, адже все наше очікування і надія - що призведе Святий, нехай буде благословенний, нам праведного Мошиаха незабаром в наші дні і буде наше позбавлення [руками] Самого Всевишнього ... І якщо не дай Б-г вдасться їм заволодіти (святою) землею, як вони мріють, то вони забруднять і опоганять її своєю гидотою та злочинницькими справами і подовжать цим (не дай Бог) час вигнання. |

рабин Шолом Дов Бер Адмор з Любавич

## Підтримка антиізраїльських дій
Рабин Моше Гірш, «так званий міністр закордонних справ» Нетурей карта "" (міністр по єврейських справах ПНА) і глава однієї з її груп, був радником Арафата і, згідно з рядом джерел, отримував від Арафата великі суми грошей на організацію пропагандистських кампаній. Так, у 2002 році, «під час операції „Захисна стіна“ Арафат перевів на рахунки „Нетурей карта“ 55 000 доларів» (сам М. Гірш ці факти заперечував). У березні 2006 року «Нетурей карта» намагалася встановити контакти з організацією ХАМАС, щоб знову досягти поста радника для М. Гірша, а під час Другої ліванської війни підтримала дії Хезбалли, звинувативши «сіоністську державу» в «провокації арабських сусідів». Син М. Гірша, рабин Ісраель Гірш, також зустрічався з Арафатом, з керівниками ХАМАСу, в тому числі з А. аль-Рантісі, і з лідером ісламських екстремістів США Луїсом Фарраханом, «відомим своїми антисемітськими та антиізраїльськими висловлюваннями» .
За участь в спробах прориву блокади Сектора Газа прем'єр-міністр уряду сектора Ісмаїл Ханія назвав їх «героями» .
Постійно підтримуючи антиізраїльські дії Ірану, в 2006 році «Нетурей карта» взяла участь в організованій його президентом Махмудом Ахмадінежадом конференції «Огляд Голокосту: глобальне бачення» . Проведення конференції та її результати були піддані критиці деяких представників громадськості Ірану, в тому числі, іранських євреїв, які вважають обурливим заперечення Голокосту. Країни Європи, США і Ізраїль висловили офіційний протест. У Німеччині була організована відповідна конференція . Проведення конференції в Тегерані стало одним із приводів для прийняття 26 січня 2007 року, напередодні Міжнародного дня пам'яті жертв Голокосту, Генеральною Асамблеєю ООН спеціальної резолюції 61/255 «Заперечення Голокосту», яка засуджує без будь-яких застережень будь-яке його заперечення .

## Критика
Участь делегації «Нетурей карта» в тегеранській конференції викликало жорстоку критику з боку офіційних органів і громадської думки Ізраїлю, релігійних євреїв по всьому світу
Тільки божевіллям можна пояснити той факт, що в той час, коли на вулицях зустрічаються люди з табірними номерами на руках, ще знаходяться євреї, готові допомагати заперечувачем Катастрофи.— Ісраель Меір Лay — колишній головний рабин Ізраїлю, нині рабин Тель-Авіва
«Нетурей карта» дуже вигідні Ахмадінежаду […] Він каже: ось бачите, навіть євреї заперечують Голокост. І люди йому вірять. Але ж ця жалюгідна купка відщепенців не представляє 13 млн євреїв світу.— рабин Фрідман (Єрусалим)
Головний рабин Ізраїлю Йона Мецгер закликав рабинів усього світу бойкотувати членів «Нетурей Карта», які брали участь в конференції в Тегерані. Мецгер заявив, що 
 Вони зрадили єврейський народ і свою спадщину, вони поглумилися над пам'яттю про трагедію Голокосту. 
 Вищий рабинатський суд справедливості (БАДАЦ) сатмарських хасидів опублікував постанову, з якого випливає, що: 
 … Сатмари засуджують поведінку равінів з руху «Нетурей карта», які приїхали в Тегеран для участі в конференції тих, хто заперечує Голокосту. 
 Російський рабин Адольф Шаевич назвав конференцію «зборами негідників» .
Обструкції з боку членів їх релігійних громад були піддані практично всі учасники тегеранської делегації «Нетурей карта». Рабин Моше Ар'є Фрідман з Відня після свого поцілунку з Ахмадінеджадом був побитий групою релігійних євреїв на чолі з засновником організації ЗАКА Єгудою Меші-Загавом; дружина Фрідмана вирішила з ним розлучитися, вважаючи «образливим поцілунок її Моше з іранським керівником». А "віденська єврейська громада ухвалила рішення вигнати Фрідмана за антисемітизм, наклеп на адресу Ізраїлю і порушення шабату.